# Rab Scheschet
Rab Scheschet (hebr.: רב ששת) war ein Amoräer der 3. Generation in Babylonien.
Er war Schüler Samuels, daher anfangs in Nehardea, dann in Mahuza, später als Lehrer in Schilhi, wo er eine eigene Akademie gegründet hatte. 
Er war schwach an Körperkräften und fast blind, hatte aber eine eiserne Energie. Später, nach seiner vollständigen Erblindung, ließ er sich alle ihn interessierenden Texte vorlesen und tat sich durch sein imposantes Gedächtnis hervor, so dass er den Traditionsstoff beinahe vollständig auswendig beherrschte (Erubin 67 a, Schebuot 41 b).
Er stand in guter Verbindung zu Chisda, beide respektierten einander in hohem Maße und unternahmen auch gemeinsame Wanderungen.